# Чебудаси
Чебуда́си (рос. Чебудасы, ерз. Чебудасы) — присілок у складі Атяшевського району Мордовії, Росія. Входять до складу Великоманадиського сільського поселення.

## Населення
Населення — 133 особи (2010; 141 у 2002).
Національний склад (станом на 2002 рік):
- росіяни — 89 %